# Pedro de Luna y Manuel
Pedro de Luna y Manuel (1415–1494), fue un noble y militar castellano, titulado I señor de Fuentidueña.

## Orígenes familiares
Pedro de Luna y Manuel, copero mayor del rey y caballero de la Orden de Santiago, fue hijo de Álvaro de Luna, condestable de Castilla, y de Margarita Manuel, hija de Enrique Manuel de Villena y Beatriz de Sousa. En el momento de su nacimiento, sus padres no estaban casados pero no existía impedimento para estarlo porque ambos eran viudos, por esta razón se le consideró hijo natural hasta que fue legitimado por el Papa y el propio rey Juan II.

## Biografía
En 1443, el rey Juan II le concedió el Señorío de Fuentidueña, designando como heredero en caso de no existir sucesión legitima a Juan de Luna y Pimentel, II Conde de San Esteban de Gormaz, hijo legítimo de Álvaro de Luna, Condestable de Castilla, y de Juana de Pimentel y Enríquez, condesa de Montalbán y prima del monarca.
En 1446, tomó posesión efectiva del Señorío de Fuentidueña, trasladando su residencia a un palacio que construyó junto al torreón de Poniente actualmente conocido como Puerta del Palacio. A partir de ese momento, la villa de Fuentidueña se convirtió en la capital de sus estados.
En 1454, ordenó a sus vasallos que cortaran árboles pertenecientes al monasterio de Sacramenia para reparar el Castillo de Fuentidueña. La protesta de los frailes por estos actos fue acallada con tanta violencia que el abad no se atrevió a regresar al convento hasta que llegó por juez pesquisidor Diego Manuel, alcalde del rey en la casa de la moneda de Segovia, y le ofreció seguridades.
Pedro de Luna y Manuel tuvo fama de notable guerrero desde su mocedad, alcanzando la capitanía de la guardia personal del rey Enrique IV.
En 1474, Diego López Pacheco, II marqués de Villena fue apresado en el Castillo de Fuentidueña por el conde de Osorno, quien a través de esta maniobra intentaba que renunciase como Maestre de la Orden de Santiago. El propio Rey junto con un nutrido grupo de nobles acudió a negociar la liberación del marqués de Villena, lo que les ocupó un espacio de 20 días. Finalmente, su liberación se produjo mediante un intercambio de prisioneros, puesto que el bando real había apresado a la condesa y a su hijo.

## Muerte y sepultura
Pedro de Luna y Manuel fue sepultado junto a su esposa y varios de sus hijos en el convento de San Francisco de Fuentidueña.

## Matrimonio e hijos
Pedro de Luna y Manuel contrajo matrimonio con Elvira de Ayala y Herrera, hija de Pedro García de Herrera y Rojas, señor de Ampudia, y de María de Ayala y Sarmiento, señora de Ayala, con la que tuvo varios hijos:
1. Álvaro de Luna y Ayala (1440-1519), II Señor de Fuentidueña.[4]
2. María de Luna y Ayala ( ¿? -1530), casada con Enrique Enríquez de Quiñones, I Señor de Orce.[5]

Posteriormente, se volvió a casar con María de la Puente. Fruto de su segundo matrimonio nació al menos un hijo:
1. Melchor de Luna y de la Puente, caballero de la Orden de Santiago.[6]

| Predecesor: Creación | Señor de Fuentidueña 1446 - 1494 | Sucesor: Álvaro de Luna y Ayala |